# Jo Kluin
Johannes Jo Kluin (Apeldoorn, 13 mei 1904 – Apeldoorn, 14 april 1977) was een Nederlands voetballer. Hij had als bijnaam "Het kanon van het oosten".
Kluin speelde als aanvaller tussen 1926 en 1940 meer dan 300 wedstrijden voor AGOVV en kwam eenmalig in actie voor het Nederlands voetbalelftal. Hij speelde op 1 april 1928 in Antwerpen in een vriendschappelijke wedstrijd tegen België (1-0 nederlaag). Bij dat duel stortte een staantribune in waarbij veertig mensen gewond raakten.
Tevens werd Kluin verschillende keren geselecteerd voor het Nederlands olympisch elftal, het Nederlands B-voetbalelftal en het Oostelijk elftal. Met AGOVV speelde hij in de Eerste klasse, destijds het hoogste Nederlandse niveau.